# 平河町
平河町（ひらかわちょう）は、東京都千代田区の町名。現行行政地名は平河町一丁目および平河町二丁目。住居表示実施済みの地域。

## 地理
東京都千代田区の西部に位置する。町域北辺は東京FM通りに接し、これを境に麹町に接する。町域東辺は隼町に接する。町域南辺は青山通り（国道246号）に接し、これを境に永田町に接する。町域西辺はプリンス通りに接し、これを境に紀尾井町に接する（地名はいずれも千代田区）。町域内にはオフィスビルや各種団体による会館が多く見られる。なお平河町は、番町・麹町と並び、明治時代以降、大名屋敷、旗本屋敷といった武家屋敷跡のいわゆる「御屋敷町（武家地）」である。平成25年地価公示ランキングにて、平河町2丁目が住宅地では全国第6位。

## 歴史
平河（平川とも書いた）は、古代以来の中心的集落として平川（古神田川の下流（現在の一ツ橋や大手町付近）にあった地名で、平川村と呼ばれていた。平川村は、明暦3年（1657年）の大火で現在の場所に移された。平河町と改名され、一丁目から三丁目ができたといわれている。
平河天満宮は、文明10年（1478年）、太田道灌による創建当初、江戸城内の梅林坂付近にあった。徳川家康による江戸城整備が始まると平川御門外に移され、慶長12年（1607年）、現在の場所に遷座された。天神社の境内には、上野寛永寺の末寺である龍眼寺（りゅうげんじ）が別当寺として置かれていた。広大な境内では縁日のほか芝居や相撲などの興行などが行われ、周辺も店屋や町屋が並ぶなど、たいへん賑やかな町であった。また、付近は旗本の屋敷が立ち並ぶ武家地であった。一方、この界隈には狭いながらも商人や職人が集まる町屋も存在していた。武家地の北側に、湯島亀有町代地や教授所附町屋敷、木挽町四丁目裏上納地替地など、独特の名をもつ町が存在した。現在の平河町2丁目16番あたりは、通称で「三軒家」と呼ばれており、両替商伊勢武の田中武兵衛、三河屋酒店の磯貝善兵衛、魚や伊せ彦の永田安次郎の三軒の店から付けられた。
明治2年（1869年）、麹町龍眼寺門前が元平河町と町名を改めた。麹町平河町一丁目から三丁目は、ほぼ江戸時代の町割のままで、明治44年（1911年）に麹町の冠称がはずれ、麹町区平河町に変更された。昭和9年（1934年）、元平河町と平河町一丁目から三丁目が合併し、現在の平河町一丁目が誕生した。このとき平河町四丁目から六丁目も平河町二丁目と変更された。
- 1872年（明治5年）1月10日（旧暦） - 平河町2丁目から出火。4町ほど焼失。平河神社（出典ママ）も類焼[7]。
- 1971年（昭和46年）7月1日 - 住居表示を実施[8]

## 世帯数と人口
2025年（令和7年）3月1日現在（千代田区発表）の世帯数と人口は以下の通りである。
| 丁目         | 世帯数    | 人口    |
| ------------ | --------- | ------- |
| 平河町一丁目 | 617世帯   | 1,064人 |
| 平河町二丁目 | 537世帯   | 996人   |
| 計           | 1,154世帯 | 2,060人 |

### 人口の変遷
国勢調査による人口の推移。
| 年                 | 人口  |
| ------------------ | ----- |
| 1995年（平成7年）  | 1,044 |
| 2000年（平成12年） | 1,034 |
| 2005年（平成17年） | 984   |
| 2010年（平成22年） | 1,200 |
| 2015年（平成27年） | 1,765 |
| 2020年（令和2年）  | 1,948 |

### 世帯数の変遷
国勢調査による世帯数の推移。
| 年                 | 世帯数 |
| ------------------ | ------ |
| 1995年（平成7年）  | 505    |
| 2000年（平成12年） | 517    |
| 2005年（平成17年） | 512    |
| 2010年（平成22年） | 652    |
| 2015年（平成27年） | 988    |
| 2020年（令和2年）  | 1,082  |

## 学区
区立小・中学校に通う場合、学区は以下の通りとなる（2017年8月現在）。なお、千代田区の中学校では学校選択制度を導入しており、区内全域から選択することが可能。
- 区域 : 一丁目、二丁目　各全域
  - 小学校 : 千代田区立麹町小学校
  - 中学校 : 千代田区立麹町中学校 または 千代田区立神田一橋中学校

## 交通
町域の中央を南北に貝坂通りがそれぞれ通っている。南端の青山通り上に首都高速4号新宿線が通っている。青山通り下に永田町駅（地下鉄有楽町線、地下鉄半蔵門線、地下鉄南北線）、赤坂見附駅（地下鉄銀座線、地下鉄丸ノ内線）の地下鉄の出入口がある。北部方面では、地下鉄有楽町線・麹町駅や半蔵門線・半蔵門駅も利用されている。

## 事業所
2021年（令和3年）現在の経済センサス調査による事業所数と従業員数は以下の通りである。
| 丁目         | 事業所数  | 従業員数 |
| ------------ | --------- | -------- |
| 平河町一丁目 | 329事業所 | 4,295人  |
| 平河町二丁目 | 562事業所 | 13,098人 |
| 計           | 891事業所 | 17,393人 |

### 事業者数の変遷
経済センサスによる事業所数の推移。
| 年                 | 事業者数 |
| ------------------ | -------- |
| 2016年（平成28年） | 524      |
| 2021年（令和3年）  | 891      |

### 従業員数の変遷
経済センサスによる従業員数の推移。
| 年                 | 従業員数 |
| ------------------ | -------- |
| 2016年（平成28年） | 13,062   |
| 2021年（令和3年）  | 17,393   |

## 施設
- 千代田区立麹町中学校
- 砂防会館（かつては本館内に国民新党本部が所在した）
- 全共連ビル（ビル内に南アフリカ共和国大使館がある）
- 都道府県会館
- 日本海運会館
- 日本都市センター会館・日本城市中心会館
- 全国都市会館
- 全国旅館会館（会館内に赤坂四川飯店がある）
- 日本青年会議所会館
- ホテルルポール麹町・麹町会館
- 平河会館
- 全日東京会館
- 清瀬会館
- 厚生会館
- 平河町第一生命ビルディング
- あしなが育英会
- WIPジャパン
- 花菱本社
- みらい建設工業
- ナブテスコ本社
- ユーラシア旅行社本社
- 日本テクノ・ラボ本社
- ラック本社
- LVMHモエ・ヘネシー・ルイ・ヴィトン日本法人本社
- タイトー本社
- フジランド
- 平河天満宮
- 国民民主党本部

## その他

### 日本郵便
- 郵便番号 : 102-0093[4]（集配局 : 麹町郵便局[19]）。